# ترستن مور
ترستن مور (انگلیسی: Thurston Moore؛ زادهٔ ۲۵ ژوئیهٔ ۱۹۵۸) یک موسیقی‌دان اهل ایالات متحده آمریکا است. وی از سال ۱۹۷۸ میلادی تاکنون مشغول فعالیت بوده و به‌عنوان خواننده، ترانه‌سرا و گیتارنواز گروه آلترناتیو راک سانیک یوث شناخته می‌شود.